# Давид, Вилфрид
Вилфрид Давид (нидерл. Wilfried David 22 апреля 1946, Брюгге — 15 июня 2015, Wingene, Фламандский регион) — бельгийский профессиональный шоссейный велогонщик в 1968—1976 годах. Победитель этапов на Вуэльта Испании (1971) и Тур де Франс (1973), многодневных велогонок Тур Бельгии (1968) и Тур Романдии (1973).

## Биография
В 1967 году Вильфрид Давид выиграл Тур Бельгии среди любителей. В следующем году он повторил этот успех среди профессионалов в команде «Flandria-De Clerck-Krueger». Он также выиграл этап велогонки Париж-Ницца. В 1969 году Давид занял четвертое место в общем зачете Тура Швейцарии. В 1971 году он выиграл этап Вуэльта Испании и занял второе место в генеральной классификации, отстав от своего соотечественника Фердинанда Бракке. В 1972 году выиграл этап Тура Швейцарии и занял десятое место в общем зачете. В следующем году выиграл велогонки Тур Романдии, Брюссель — Ингойгем и этап Критериум Дофине.
За свою карьеру семь раз участвовал в Тур де Франс, а в 1973 году выиграл этап. В 1976 году занял второе место на Туре Бельгии, после чего завершил карьеру.
Завершив свою карьеру в велоспорте, он вместе со своей женой Соней управлял кафе-рестораном в Рюддерворде, пока он не был полностью разрушен пожаром в декабре 2011 года. 15 июня 2015 года пара погибла в автокатастрофе, после того как их автомобиль съехал с дороги и столкнулся в канаве с бетонной водопропускной трубой.

## Достижения
1965
3-й Тур провинции Намюр — Генеральная классификация
1966
1-й — Этап 3 (ИГ) Тур провинции Намюр
1967
1-й Тур Бельгии (любители) — Генеральная классификация
1968
Париж — Ницца
1-й  — Горная классификация
1-й — Этап 7
1-й  Тур Бельгии — Генеральная классификация
1969
4-й Тур Швейцарии — Генеральная классификация
1970
1-й Circuit Mandel-Lys-Escaut
7-й Париж — Люксембург — Генеральная классификация
10-й Дварс дор Фландерен
1971
Вуэльта Испании
2-й — Генеральная классификация
1-й — Этап 14
6-й Дварс дор Фландерен
7-й Гран-при Валлонии
1972
5-й Тур Пикардии — Генеральная классификация
10-й Тур Швейцарии — Генеральная классификация
1-й — Этап 8
1973
1-й — Этап 15 Тур де Франс
1-й — Этап 6а Критериум Дофине
1-й  Тур Романдии — Генеральная классификация
1-й  — Горная классификация
1-й — Этап 4b (ИГ)
1-й Брюссель — Ингойгем
4-й Три дня Западной Фландрии
1974
1-й — Пролог (КГ) Тур Люксембурга
4-й Нокере Курсе 
5-й Брабантсе Пейл 
7-й Тур Бельгии — Генеральная классификация
8-й Гран-при Валлонии
1975
4-й Тур Романдии — Генеральная классификация
1976
2-й Тур Бельгии — Генеральная классификация
1-й — Этапы 1 (КГ) и 5 Тур Средиземноморья

## Статистика выступлений

### Гранд-туры
| Гранд-тур                 | 1968 | 1969 | 1970 | 1971 | 1972 | 1973 | 1974 | 1975 |
| ------------------------- | ---- | ---- | ---- | ---- | ---- | ---- | ---- | ---- |
| Джиро д’Италия            | —    | —    | —    | —    | —    | —    | —    | —    |
| Тур де Франс              | НФ   | 27   | —    | НФ   | 41   | 74   | НФ   | НФ   |
| (c 2010 ) Вуэльта Испании | —    | —    | —    | 2    | —    | —    | —    | —    |

| —  | Не участвовал  |
| НФ | Не финишировал |